# Club Sportivo Alfredo Guzmán
El Club Sportivo Alfredo Guzmán, conocido simplemente como Sportivo Guzmán, es un club deportivo argentino fundado el 15 de abril de 1921 en el barrio Villa 9 de Julio en San Miguel de Tucumán. Se encuentra afiliado a la Liga Tucumana de Fútbol, por lo que está a su vez indirectamente afiliado a la Asociación del Fútbol Argentino.
Es uno de los clubes más antiguos de la provincia y comenzó su actividad en la liga en 1925.
Su clásico rival es Atlético Tucumán con quien disputa el Clásico de Villa 9 de Julio, dicha rivalidad nace por pertenecer al mismo barrio.

## Historia

### Fundación
En marzo del año 1917 se fundó el club San Isidro, actuando en la liga tucumana disolviéndose en el año 1920.
En 1921, el 15 de abril, los mismos dirigentes y jugadores fundaron el club Sportivo 9 de julio, a partir de ese año comienza la verdadera obsesión de ese puñado de hombres por tener una cancha de fútbol, iniciando las gestiones para el logro de la misma ante el señor Alfredo Guzmán, dueño en ese entonces del ingenio que llevaba su nombre, hoy Concepción de la Banda del Río Salí y propietario de las tierras que hoy tiene el estadio.
El 24 de mayo de 1924, reunidos los dirigentes, jugadores y asociados en asamblea memorable se informa que las gestiones han dado su fruto por cuanto el Sr. Guzmán accedía al petitorio solicitado donando el terreno requerido.
En la misma asamblea y en forma unánime se decide cambiar el nombre del club por el de Asociación Cultural Sportivo Alfredo Guzmán, tributando así el homenaje que merecía el señor Alfredo Guzmán por su gesto de un valor inestimable.
Hicieron extensivo también su reconocimiento a su señora esposa Doña Guillermina Lestón de Guzmán, dama que colaboró en el petitorio que los dirigentes le llevaban a su esposo, atendiéndolos en su casa con la deferencia que le caracterizaba.
Uniendo inquietudes y voluntades dispersas, pero a las que las guiaba un solo anhelo, un solo sentido, el de volver a tener en el barrio un club deportivo como aquel otro que había desaparecido hacia poco tiempo (Club San Isidro), con ese espíritu y esa decisión, se reunió un grupo de gente joven en su mayoría, la noche del 15 de abril de 1921, en un salón cedido por el señor José Gallucci Carullo, en su domicilio del Pasaje 1.º de Mayo 250, en pleno corazón de Villa 9 de Julio.
El acta de fundación, señala la presencia de los siguientes: Desiderio Vigil, Antonio Sánchez, Ramón Luna, Juan Reines, Donato Cuezzo, Leocadio Andrade, Juan P. Moreno, Antonio Cuezzo, Roque Moreno, Abel Arias, Oscar Orellana, Francisco P. Marchetti, Alberto Robles, Eusebio Pereyra, Bernardo Cano, Antonio Pariste, Julio D. Juárez, José A. García, José M. Robles, Alfredo De Oli, Ignacio Andrada, José Gallucci Carullo, Benito Cano, Gabriel Rodríguez, Pedro Jiménez, Ángel Fernández, Eusebio D. García, Juan A. Peralta, Andrea Andrada, Baltasar Zerda, Martín Alfaro, Juan Vázquez, Absalon García, Abel B. Arias, Rafael Muñoz, Agustín Arias, F. Agujera Zerda, A. H. López, Nicolás Gallucci, José Rodríguez, Francisco Fortes, y Segundo M. Fernández.
Como el objeto de la convocatoria era conocido por todos, las deliberaciones fueron más bien breves y esa noche memorable quedó escrita la página N.º 1 del actual Sportivo Guzmán, al dejarse fundado el Club “Sportivo 9 de Julio”, como el mejor homenaje que se le podía brindar a esa barriada donde nació.
De inmediato se designó la primera Comisión Directiva, que quedó constituida de la siguiente manera: Presidente, Juan P. Moreno; Vicepresidente, José Gallucci Carullo; Secretario, Desiderio Vigil; Prosecretario, José Sánchez Aranda; Tesorero, Francisco Fortes; Vocales, Luis Platas, Antonio Sánchez y Eusebio Pereyra.
Jugó el Torneo Promocional 1967 de Primera A, con 4 partidos ganados 5 empatados y 5 perdidos contra Banfield, Olimpo. Huracán, Gimnasia y Esgrima La Plata, Alianza (San Juan), Racing de Córdoba

### El estadio
La tribuna oficial de calle Juan Pose, la popular de calle Juramento y los vestuarios quedaron inaugurados y bendecidos la tarde del 31 de marzo de 1962.
Desde la misma noche de la fundación, desde el 15 de abril de 1921, ya estaba en el corazón y en la mente de esos cuarenta y dos visionarios que suscribieron el acta de fundación, como una obsesión, como un verdadero deseo, lo del estadio propio, con tribunas amplias, con vestuarios cómodos y con muchas plateas.
Desde esa noche empezó a soñarse con el campo deportivo y fueron voluntades que se amontonaban año tras año, como reforzando una ambición, como remachando un deseo y dándole forma a un anhelo, a una esperanza que venía de lo más íntimo y que día a día parecía irse haciendo una realidad.
Pero esos sueños generosos estaban cobrando forma alguna en alguna parte, poco a poco, sin apresuramientos vanos, pero si con firmeza. Primero fue la concesión del solar, luego su limpieza y habilitación como modesto escenario para que la N.º 5 corriera a voluntad sobre un terreno que aguardaba la mano del hombre para irse puliendo, para mostrar la belleza de un verde incipiente y de una nivelación adecuada.
Más tarde, como mensajero de una impaciencia que se contenía apenas llegaron en 1.938 los primeros vestuarios de material, modestos si, pero como representantes de un progreso que empezaba a hacerse presente y en seguida no más, la cerca olímpica, como magnífico complemento de aquel otro esfuerzo.
Eran como jalones que estaban invitando a una acción más enérgica y aun cuando esta tardó un poco, como buscando fortificarse para que su acción fuera más efectiva, invadió a Villa 9 de Julio como clarinadas de una buena nueva y el aire se llenó como de un mensaje de fe.
Nuevas voluntades iban apareciendo al paso de los años, como para mantener latente tantas ilusiones que se amontonaban a la vera de los caminos y de los mismos recuerdos.
Los planes eran ambiciosos, quizás demasiado, pero estaba presente el recuerdo y la realidad de lo que habían hecho otros y día a día, semana a semana y años tras año, estaban uniéndose los sueños de unos, los esfuerzos de muchos y la voluntad y el tesón de todos, para diseñarse un panorama cargado de posibilidades.
Así llegó un esfuerzo audaz, con mucho de epopéyico, en una corazonada que no es patrimonio de todos, se dio el paso decisivo y donde hace años se enseñoreaban los batatales y los chacrales le hacían coro, empezó a levantarse una mole de cemento y a ir mostrando paso a paso lo que puede el esfuerzo y la voluntad del hombre, cuando se lo pone al servicio de una causa y de un ideal tal noble como es el deportivo.
Ahí estaba mostrando su majestuosidad la tribuna oficial, la amplitud de los tendidos populares, los vestuarios amplios y cómodos, el salón de secretaría, el gimnasio de básquetbol y como digno complemento y broche de oro, ofrecen su prestancia las 302 butacas de cemento.
Cuando en marzo de 1962 fueron inauguradas oficialmente y bendecidas las instalaciones del estadio de Sportivo Alfredo Guzmán, la capacidad de la tribuna oficial de calle Juan Posse era de 1.566 personas y la popular de calle Juramento de 2259, calculándose en esa época el costo de ambas en ocho millones de pesos. En 1968 quedó inaugurado el sector de las plateas y en 1970 la ampliación de la tribuna popular, de manera que en 1970 bajo un estimación técnica, la capacidad del estadio “Juliano” era para 7.155 espectadores. La tribuna oficial lleva el nombre de Antonio Palazzo, mientras que el sector de plateas se denomina Luis Rivero. En 2008 se inauguró la popular visitante "Jaime Katz" para 2500 personas. Actualmente el estadio cuenta con iluminación pero no ha sido inaugurada en partido oficial

### Elecciones 2022
En julio de 2022 Sportivo Guzmán tenía que ir a elecciones para renovar autoridades y se presentaron 2 listas. La oficial encabezada por Mirta Gutiérrez y Mónica Aparicio llamada "Lealtad Juliana" y la oposición "Refundacion Juliana" quien postulaba a Enrique Chamorro como presidente y Chiqui Décima como Vicepresidente.
Las elecciones se llevaron a cabo el domingo 17 de julio de 2022 con un total de 539 socios habilitados por personería jurídica para votar, siendo el resultado 261 votos para Refundacion Juliana y 147 para Gutiérrez-Aparicio.
Refundación Juliana asumió luego de 5 meses por acciones legales que impuso la comisión saliente el día 3 de diciembre del año 2022.

## Plantel 2022
Arqueros: Marcelo Abregú Movental Nahuel: Inferiores; 
Defensores
Rodrigo Smith: Inferiores; Franco Simón Barrera: Mitre (SdE)/San Jorge (Tuc.); Héctor Santiago Condori: Villa Cubas/Atlético Tucumán; Marcos Luna: Costa Brava (Gral. Pico/ Atl. Riojano
Volantes
Leonardo Nicolás Nahuel Scime, Ángel Amaya, Julio César Caldez, Luciano Robledo: Inferiores; 
Delanteros
Diego Alberto Velardez: Dep. Aguilares/San Jorge (Tuc.); Santiago Ismael Ledesma, Jorge Miranda, Iván Gerardo Varela: Inferiores
Leonardo Ávila, Julio Aguirre, Alan Juretic, Luca Zerda, Acevedo, D. Luna: Inferiores
Partidos Destacados
Nacional 1967
4-2 a Banfield

## Palmarés

### Torneos locales
- Ascenso: (1924, 1946, 1948, 1959, 1987)
- Liga Tucumana de Fútbol: (1965, 1968, 1990, 2006 Clausura, 2006 Anual, 2011, 2022, 2023)
- Copa Tucumán 2024

### Torneos Nacionales (1)
- Torneo Promocional de Primera A 1967

- Torneo Federal C: 2015